# ザーダール・タスキ
ザーダール・タスキ（Serdar Tasci，1987年4月24日 - ）は、西ドイツ・バーデン＝ヴュルテンベルク州出身の元サッカー選手。現役時代のポジションはDF（センターバック）。イスタンブール・バシャクシェヒルFK所属。ザーダール・タスチやゼルダル・タスキと表記されることがある。トルコ系ドイツ人である。
2008年から2010年まではドイツ代表に選出されていた。

## 経歴

### クラブ
タスキはトルコ人の両親のもとに生まれ、SC Altbachとシュトゥットガルト・キッカーズのユースで育った。1999年7月、VfBシュトゥットガルトのユースへ移籍。2005-06シーズン前に、彼は、シュトゥットガルトのセカンドチームに合流し、レギオナルリーガ（3部リーグに相当）でプレーした。2006年8月20日のアルミニア・ビーレフェルト戦の68分に負傷のヨン・ダール・トマソンとの交代でピッチに立ち、プロデビューを果たす。2012年1月には主将に任命された。
2013年8月30日、ロシアプレミアリーグのFCスパルタク・モスクワへ完全移籍した。
2016年2月1日、ジェローム・ボアテングやハビ・マルティネスらの負傷が相次いだバイエルン・ミュンヘンへ2015-16シーズン終了までの半年間の期限付き移籍。
2019年1月5日、イスタンブール・バシャクシェヒルFKに加入した。

### 代表
2008年8月20日、ベルギー代表戦に先発出場し、ドイツ代表デビューを果たした。

## 代表歴

### 出場大会
- U-19ドイツ代表
- U-21ドイツ代表
- ドイツ代表
- 2008年8月20日 - A代表初出場（親善試合） - ベルギー代表戦（イージークレジット・シュタディオン）
  - 2010 FIFAワールドカップ

### 試合数
- 国際Aマッチ 14試合 0得点（2008年-2010年）[6]

| ドイツ代表 | 国際Aマッチ | 国際Aマッチ |
| 年         | 出場        | 得点        |
| ---------- | ----------- | ----------- |
| 2008       | 4           | 0           |
| 2009       | 5           | 0           |
| 2010       | 5           | 0           |
| 通算       | 14          | 0           |

## タイトル

### クラブ
VfBシュトゥットガルト
- ブンデスリーガ:1回 (2006–07)

バイエルン・ミュンヘン
- ブンデスリーガ：1回 (2015-16)
- DFBポカール：1回 (2015-16)

スパルタク・モスクワ
- ロシア・プレミアリーグ：1回 (2016-17)
- ロシア・スーパーカップ：1回 (2017)